# Gymnasium Weingarten
Das Gymnasium Weingarten ist ein mehrzügiges Gymnasium in Weingarten mit Betonung der Naturwissenschaftlichen Fachrichtung sowie Vertiefungsmöglichkeiten in Spanisch und in Sport.

## Gründung
Das Gymnasium Weingarten wurde 1974 eingerichtet und startete zunächst mit den Klassenstufen 5–7. 1982 wurden die ersten Absolventen mit dem Abitur entlassen.
Es erhielt seinen Namen aufgrund der damaligen kommunalpolitischen Situation. Aufgrund eines Landtagsbeschlusses sollte die Stadt Weingarten in der benachbarten Kreisstadt Ravensburg aufgehen und der Gemeinderat wollte damit den Stadtnamen weiterleben lassen. Da der Beschluss jedoch nicht eintrat, wurde eine Umbenennung in Martin-Greiner-Gymnasium, zu Ehren eines ehemaligen Lehrers, in Erwägung gezogen. Seit 2024 wird die Schule bereits häufig inoffiziell als Greiner-Gymnasium bezeichnet.
Zwischenzeitlich ist das Gymnasium Weingarten Wirkungsort von ca. 50 Lehrkräften in Voll- und Teilzeit sowie ca. 600 Schülern aus dem Einzugsgebiet Weingarten und benachbarte Gemeinden (insbesondere Berg, Bergatreute, Baindt, Baienfurt, Wolpertswende, Fronreute).

## Schulleiter
Schulleiter waren bisher:
- Wilhelm Lamparter (1974–1998)[8]
- Alfred Schick (1998–2005), Träger der Verdienstmedaille der Stadt Weingarten[9]
- Günter Erdmann (2006–2022)[10]
- Steffen Brand (seit 2022)

## Schulleben
Die Schule verfügt über eine eigene Mensa.
Sie bietet für Schüler der Klassenstufen 5–7 eine Nachmittagsbetreuung an.
Über längere Zeit wurden durch Arbeitsgemeinschaften verschiedene Schülerzeitschriften herausgegeben, u. a. Die Hupe (1975–1977). Aktuell erscheint The Lion Times, eine Anspielung an den Welfen-Löwen, der im Innenhof des Klosters Weingarten steht und zum Welfen-Gründungs-Mythos Weingartens gehört. Ebenso kümmert sich eine Biotop und Imkerei AG um zusätzliches Engagement.
Die Schule pflegt Schulpartnerschaften mit verschiedenen europäischen Schulen. Dies waren in der Anfangszeit die Community School in Southend-on-Sea und das Lycee Jean-Paul Sartre in der Weingartener Partnerstadt Bron (weiterhin existent). Zwischenzeitlich existieren Partnerschaften mit Schulen in Frankreich, Israel und Argentinien.
Einzelne Schüler gewannen bei landes- und bundesweiten Wettbewerben Preise.

## Ehemalige

### Schüler
- Barbara Slowik (* 1966), Verwaltungsjuristin und politische Beamtin
- Dirk Polzin (* 1970), SWR-Redakteur[19]
- Lisa Kränzler (* 1983), Schriftstellerin und bildende Künstlerin
- Nikita Quapp (* 2003), Eishockeytorwart

### Lehrer
- Raimund Kolb (* 1945), Schriftsteller
- Rudolf Köberle (* 1953), Politiker (CDU)
- Stephan Debeur (* 1965), Organist und Kirchenmusiker